# Hyphilaria anophthalma
Hyphilaria anophthalma är en fjärilsart som beskrevs av Felder 1865. Hyphilaria anophthalma ingår i släktet Hyphilaria och familjen Riodinidae. Inga underarter finns listade i Catalogue of Life.